# Lester Bird
Lester Bryant Bird (Nueva York, 21 de febrero de 1938 - Hodges Bay, Antigua, 9 de agosto de 2021) fue un abogado, atleta y político antiguano que se desempeñó como primer ministro de Antigua y Barbuda entre 1994 y 2004. Ocupó diversos cargos de liderazgo en el Partido Laborista de Antigua entre 1971 y 2012. Fue hijo de Vere Bird, primer jefe de gobierno democráticamente electo de Antigua y Barbuda, a quien sucedió como primer ministro tras su retiro. Fue miembro de la Cámara de Representantes de Antigua y Barbuda en representación de la circunscripción de St. John's Rural East entre 1976 y 2004, y nuevamente entre 2009 y 2018. También fue Senador entre 1971 y 1976, cuando el ALP estuvo en oposición. Durante el mandato de su padre y su posterior mandato como primer ministro, Bird ejerció también como Ministro de Finanzas.
Nacido en Nueva York, Bird fue campeón de salto largo y jugador de críquet. Estudió derecho en Estados Unidos y en el Reino Unido, para dedicarse a la abogacía en Antigua entre 1969 y 1976. Comenzó a involucrarse tardíamente en la política en 1971, luego de que el ALP liderado por su padre perdiera las elecciones generales y pasara por primera vez a la oposición. Junto con su hermano mayor, Vere Bird Jr, comenzaron a aumentar su poder dentro del partido e influir en las decisiones de su padre. Tras el retorno al poder de Vere Bird en las elecciones de 1976, los hermanos Bird fueron elegidos al Parlamento junto con él y pasaron a ocupar cargos en el gobierno. Lester y Vere Bird Jr. se involucraron en una larga y amarga rivalidad, que resultaría en una lucha por suceder a su padre conforme este envejecía. Una serie de escándalos en torno a Vere Bird Jr. a principios de la década de 1990 resultó en su caída en desgracia, y el ascenso de Lester Bird al liderazgo del partido. Ante los crecientes cuestionamientos a la idoneidad de su anciano padre para seguir en el cargo, Bird asumió el liderazgo del ALP y lo condujo a las elecciones de 1994, que el partido ganó en medio de acusaciones de fraude electoral. Bird sucedió a su padre como primer ministro al día siguiente.
El gobierno de Bird debió encarar un panorama económico complejo, a lo que se sumaron los daños ocasionados por el paso del Huracán Luis en 1995, y a la continuidad de los escándalos de corrupción, así como acusaciones de autoritarismo, dentro de su familia, incluyendo la condena a su hermano Ivor por vender cocaína. Al igual que su padre, Bird ejerció un liderazgo autocrático y ocupó hasta ocho carteras ministeriales personalmente, incluyendo Finanzas y Asuntos Exteriores. El ALP ganó las elecciones de 1999 y Bird resultó reelegido, aunque continuaron las denuncias de fraude por parte del opositor Partido Progresista Unido, encabezada por Baldwin Spencer, quien organizó huelgas de hambre y presionó por una reforma electoral. Finalmente, las tensiones políticas forzaron a Bird a ceder en la creación de una Comisión Electoral independiente. En las elecciones de 2004, el ALP fue derrotado después de veintiocho años por el UPP y Bird mismo perdió su escaño.
A pesar de la derrota, Bird conservó el liderazgo del ALP. Volvió a conducir al partido en las elecciones de 2009, las cuales perdió por escaso margen a pesar de recuperar su escaño parlamentario. Asumió como líder de la Oposición en la Cámara hasta diciembre de 2012, cuando perdió una contienda por el liderazgo contra Gaston Browne, que reconfiguró el ALP en el Partido Laborista de Antigua y Barbuda (ABLP). Bird fue reelegido en 2014 para un último mandato como parlamentario en St. John's Rural East, tras lo cual el gobierno de Browne (ganador de dichas elecciones) lo nombró Caballero. Bird se retiró del Parlamento tras las elecciones de 2018 y murió en agosto de 2021, a la edad de 83 años.